# Nilwadypina
Nilwadypina (łac. nilvadipinum) – wielofunkcyjny organiczny związek chemiczny z grupy pirydyn, lek stosowany w leczeniu nadciśnienia tętniczego, o działaniu blokującym wolne kanały wapniowe.

## Mechanizm działania
Nilwadypina jest antagonistą kanału wapniowego działającym na wolne kanały wapniowe, którego maksymalny efekt następuje po 2 godzinach od podania.

## Zastosowanie
- nadciśnienie tętnicze[4]

W 2015 roku nilwadypina nie była dopuszczona do obrotu w Polsce.

## Działania niepożądane
Nilwadypina może powodować następujące działania niepożądane, występujące ≥1/1000 (bardzo często, często i niezbyt często):
- ból głowy
- zawroty głowy
- zaczerwienienie twarzy
- obrzęki obwodowe
- kołatanie serca
- tachykardia
- hipotensja
- nudności
- ból brzucha
- zaparcie
- biegunka
- wzrost aktywności fosfatazy alkalicznej
- wzrost aktywności aminotransferazy alaninowej
- wzrost aktywności aminotransferazy asparaginianowej
- nadwrażliwość skórna
- drżenie spoczynkowe
- mialgia
- artralgia
- uczucie ciężkości
- zmęczenie